# Арутюн Памбухчян

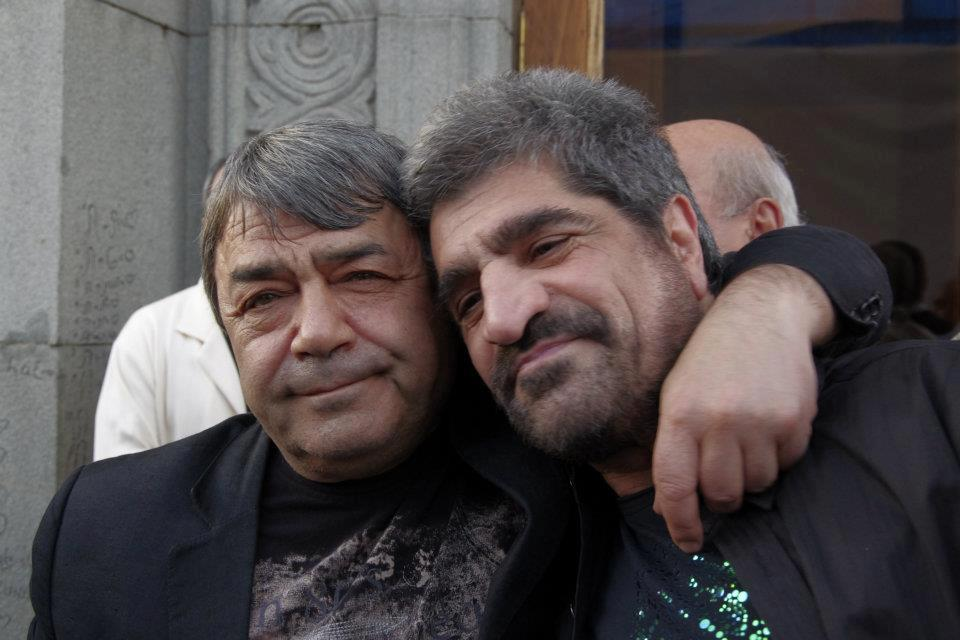
Рубен Ахвердян (зліва) і Арут (2012, Єреван)

Арутюн Памбухчян, Дзах Арут (вірм. Հարութ Փամբուկչյան, англ. Harout Pamboukchyan (Dzakh Harout), нар. 1950, м. Єреван, Вірменська РСР) — закордонний вірменський співак. Відомий як виконавець танцювальних, народних та революційних пісень.